# Црква Светог Климента и Пантелејмона
Црква Светог Климента и Пантелејмона је православна црква у старом делу Охрида, који се назива Плаошник. Данашња црква је подигнута 2002. године, а представља архитектонску реконструкцију некадашњег средњовековног храма светог Пантелејмона, који је на том месту почетком 10. века подигао свети Климент Охридски, епископ велички и ученик светих Ћирила и Методија. Климентов храм, који је био подигнут на остацима древне ранохришћанске базилике, касније је разорен од стане Турака, ради изградње џамије. Том приликом, мошти светог Климента, које су биле похрањене у старом храму, пренете су у оближњу охридску Цркву Богородице Перивилепте. Данашња црква из 2002. године саграђена је византијским стилом.

## Историја
Стара Климентова црква светог Пантелејмона била је од стране Турака претворена у џамију, па онда срушена, а оближња Успенска црква Богородице Перивлепте у горњем охридском граду је након преноса Климентових моштију у тај храм почела да се назива и црквом светог Климента. У том храму се са десне стране од олтара налазио светитељев гроб, покривен новим дрвеним саркофагом.
У цркви Св. Климента, у нартексу са леве стране у једној ниши налазила се (1924) фреска Богородица са Христом. Крај Богородице, је и фреско лик српског велможе Остоје Рајаковића - "по гуслама Угарчића" из 14. века. Он је иначе био рођак Марка Краљевића. Изнад те фреске је био натпис: "Престави се раб Божији Остоја Рајаковић, суродник Краља Марка, зет жупана Гроте лета 1379. октомбрија 10. Вас же мољу братија моја љубимаја на престолу молите се за мене ко Господу". Зна се да је ту пре било још много српских споменика, али су их бугарски шовинисти уништили или однели. Тако је о ланцу према ћивоту са моштима Св. Климента пре висио полијелеј начињен као круна - поклон цара Душана том храму. Однели су га Бугари јер им се није уклапао у њихову фактографију - остао је само ланац да виси. Још су однели следеће драгоцености: дрвени хор такође дар царев, затим више старих икона и 22 најстарије старословенске књиге руком писане на пергаменту, двери са иконостаса рађена крајем 13. века, сребрно кандило, стару митру Св. Климента златом украшену, и прекрасну икону Св. Богородице, коју је Ана Комнина лично извезла златним концем. Бугари нису једино приметили малу скривену одају таваницу у олтару, која се не само тешко уочава него је високо и тешко приступачна. Ту је касније нађен велики ковчег пуни старина ситних. Још није тада био завршен звоник уз цркву. Велики научник Михајло Пупин поклонио је цркви Св. Климента велико лепо звоно, али није било звоника, да се смести. У цркви се приметио је упућени посетилац 1924. године, поред хришћанских, налазе се и пагански споменици али са промењеном функцијом. Тако је десно у олтару велики римски камени капител сада издубљен и претворен у крстионицу. А у дозиданом олтару је огромни римски камени ћуп, у коме се сада држи зејтин, које поклањају верници храму. Гроб Св. Климента је првобитно био у храму манастира Св. Пантелејмона у Охриду. У 15. веку је одатле пренет у цркву посвећену празнику Успеније Пресвете Богородице. Поменути најстарији охридски храм налазио се у тврђави, док нису загосподарили Турци. Срби су изнели мошти и донели у Успенски храм, од тада прозван Св. Климнта. Туррци су цркву Св. Пантелејмона преобратили у џамију, и приграбили манастирски посед. Занимљиво да тадашњи (међуратни) поседници те земље - потомци Синан-аге и Аијрул-аге су задржали. тврдили су да они у ствари потичу од епитропа старог Пантелејмона, који су се само потурчили.
У цркви се 1930. године налазила вредна икона "Христос Психотирос" (Душеспаситељ). Код цркве је између два рата подигнута нова звонара, у којој су похрањене две камене византијске плоче, које се односе на стари храм, пронађене - од раније занемарене.
У манастирској порти Св. Климента пре рата (1933) је било неколико гробова, а међу њима ћивот са моштима Св. Климента, али без главе. Глава је одвојена од светитељевог тела два века раније. Учинили су то грчки монаси из Солуна, који су главу однели у свој манастир Св. Антонија. Манастир је био богат старим фрескама и писаним споменицима. Ту се налазио и дрвени кип Св. Климента (из 14. века), доста оштећен у једном орману, који у једној десној руци држи јеванђеље, а левом руком благосиља. Црква је, као и још неке у Охриду, у то време била запуштена, чак је прекопавана у потрази за благом.
У Охриду је 1924. године основано "Братство Св. Климента", као црквено-хуманитарно друштво. Оно се бавило развијањем православне хришћанске свести, пружањем помоћи сиротињи, оправком и украшавањем старих монументалних цркава у Охриду и околини. За председника је изабран др Венијамин Таушановић професор гимназије у Охриду, а "Правила" им је потврдио епископ Николај Велимировић и Министарство вера.

## Археолошко налазиште
Око цркве још раде на ископавањима остатака огромне петобродне ранохришћанске базилике која је тамо претходно постојала.
Први темељи срушене Цркве Св. Климента и његов гроб су откривени 1943. од стране археолошког тима на челу са Димчом Коцом.